# Comac C909

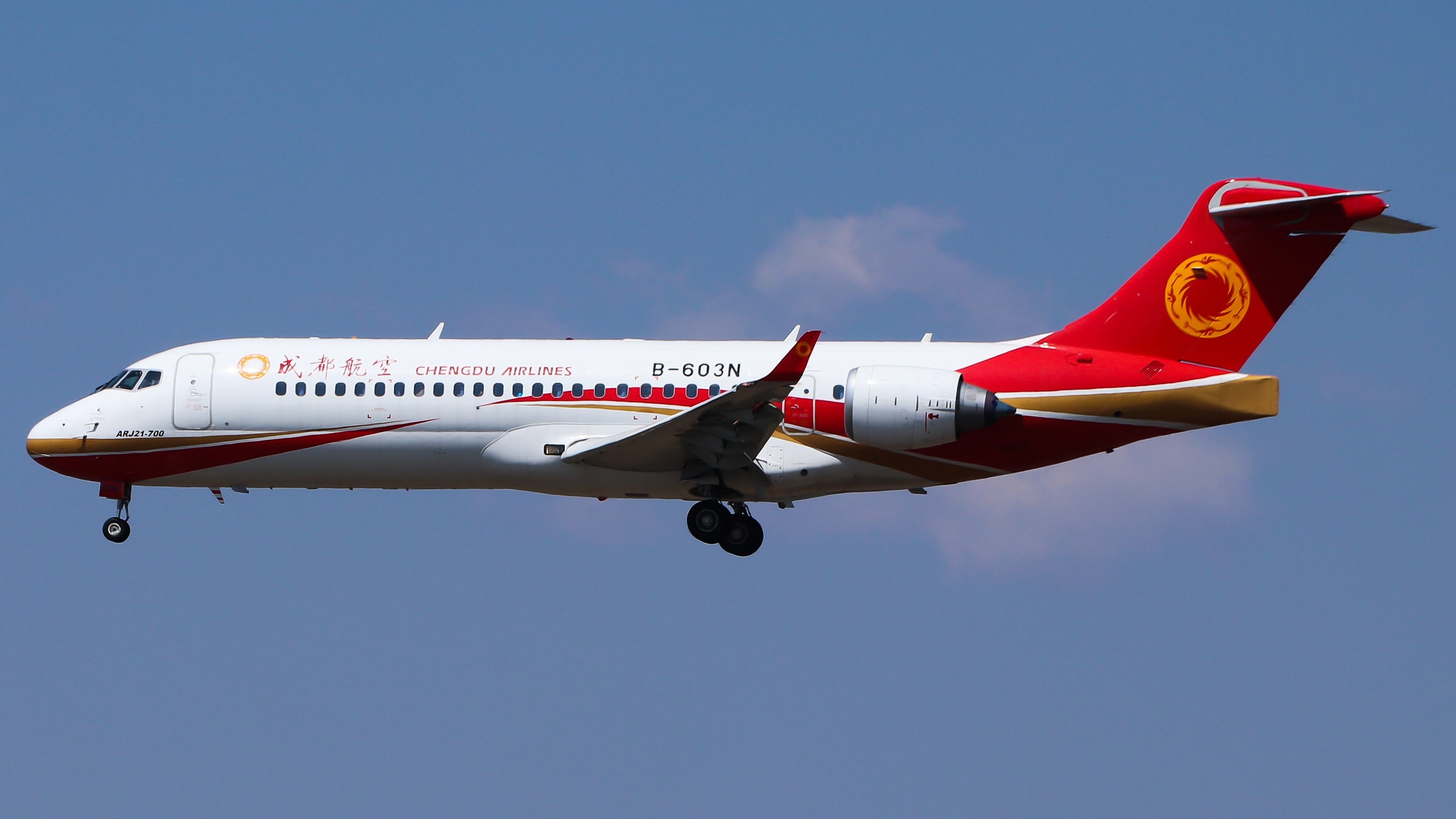
Comac ARJ21 tillhörande Chengdu Airlines.

Comac C909, (ursprungligen ARJ21), är ett kinesiskt 2-motorigt passagerarflygplan från den kinesiska statsägda flygplanstillverkaren Comac, med plats för upp till 90 passagerare. Projektet påbörjades 2002 av ACAC consortium. Planet började testflygas i november 2008. Första leveransen skedde 2015 till Chengdu Airlines i november 2015 och den gjorde sin första kommersiella flygning i juni 2016.
2024 bytte flygplanet namn till Comac C909, för att ha ett namn i linje med Comacs andra flygplan, Comac C919.
Kina menar att C909 är en ny kinesisk design, men andra har påpekat likheter med McDonnell Douglas MD-80 och MD-90, som under en tid licenstillverkades i Kina.

## Versioner
- ARJ 21-700 (70 passagerare)
- ARJ 21-900 (90 passagerare)